# Magdeburg-Marathon
Der Magdeburg-Marathon ist ein Marathon, der seit 2004 in der zweiten Oktoberhälfte in Magdeburg vom VLG 1991 Magdeburg veranstaltet wird. Neben der Marathonstrecke werden ein Halbmarathon, ein 10-km-Lauf (bis 2014 13 km), eine 4,2-km-Lauf und ein Kinderlauf über 400 m angeboten. Der bisherige Teilnehmerrekord wurde 2014 mit über gemeldeten 6000 Läufern (einschließlich der Walking-Wettbewerbe) erreicht. Er ist somit die größte Laufveranstaltung in Sachsen-Anhalt. 2016 wurde erstmals eine Marathonstaffel angeboten. Im Jahr 2020 musste aufgrund der Covid-19-Pandemie der Lauf abgesagt werden; bereits bezahlte Startplätze behielten ihre Gültigkeit und wurden auf das neu ausgeschriebene Datum 10. Oktober 2021 übertragen.

## Strecke
Start und Ziel ist an der Messe Magdeburg.

### Bis 2015
Vom Start ging es zunächst über die Elbe in die Innenstadt, wo das Otto-von-Guericke-Denkmal, das Rathaus, der Magdeburger Reiter, das Hundertwasserhaus und der Dom passiert werden, bevor man über die Hegelstraße und die Sternbrücke in den Rotehornpark gelangt. Von dort geht es auf dem rechten Ufer der Elbe durch den Elbauenpark mit dem Jahrtausendturm und den Herrenkrugpark. Während die Halbmarathonläufer von hier aus zum Ziel auf dem Gelände der Messe Magdeburg zurückkehren, geht es für die Marathonläufer auf dem Elberadweg weiter in Richtung Norden über Lostau und Hohenwarthe bis zum Wasserstraßenkreuz Magdeburg, dessen Trogbrücke überquert wird, bevor es dann auf demselben Weg zurück zum Ziel geht.

### Ab 2016
Aufgrund von Bauarbeiten im Stadtgebiet von Magdeburg sowie auf dem Streckenabschnitt zwischen Magdeburg und Hohenwarthe konnte das Wasserstraßenkreuz nicht mehr angelaufen werden. Die Strecke wurde deshalb als echter City-Marathon gestaltet und führt nun von der Messe über die Elbe, durch die Alte Neustadt, am Wissenschaftshafen vorbei zum Elbufer, dem bis zum Klosterbergegarten gefolgt wird. Von dort geht es in die Innenstadt, über den Dom führt die Strecke in den Rotehornpark und über den Werder zurück zur Messe zum Ziel. Die Marathonläufer absolvieren die Strecke zweimal, die Halbmarathonläufer einmal.

## Statistik

### Streckenrekorde
- Männer: 2:31:10, Frank Schauer, 2012
- Frauen: 2:57:05, Anne-Kathrin Litzenberg, 2013

### Siegerliste
Hervorgehoben: Streckenrekorde
Zahlen hinter dem Namen geben die Anzahl der bisherigen Siege an
| Jahr       | Männer               | Zeit (Std.) | Frauen                  | Zeit (Std.) |
| ---------- | -------------------- | ----------- | ----------------------- | ----------- |
| 20.10.2019 | Robert Linz -2-      | 2:35:17     | Nadja Koch -3-          | 3:00:31     |
| 20.10.2018 | Karten Pinno -2-     | 2:36:23     | Nadja Koch -2-          | 3:19:25     |
| 22.10.2017 | Robert Linz          | 2:32:23     | Sigrid Hoffmann -3-     | 3:01:58     |
| 23.10.2016 | Paul Weinmann        | 2:47:25     | Juliane Meyer           | 3:05:07     |
| 18.10.2015 | Jens Santruschek -2- | 2:31:17     | Nadja Koch              | 3:14:01     |
| 19.10.2014 | Jens Santruschek     | 2:44:05     | Silke Zimmermann        | 3:11:20     |
| 20.10.2013 | Karsten Pinno        | 2:42:45     | Anne-Kathrin Litzenberg | 2:57:05     |
| 21.10.2012 | Frank Schauer        | 2:31:10     | Susanne Harz            | 3:18:34     |
| 23.10.2011 | Yves Löbel -2-       | 2:38:23     | Sigrid Hoffmann -2-     | 3:09:36     |
| 24.10.2010 | Yves Löbel           | 2:41:57     | Sigrid Hoffmann         | 3:13:31     |
| 18.10.2009 | Jörg Richter -2-     | 2:32:47     | Irina Olbrich           | 3:20:59     |
| 19.10.2008 | Jan Schur            | 2:41:01     | Bianca Stanienda        | 3:11:08     |
| 21.10.2007 | Jörg Richter         | 2:36:11     | Silvia Schmied          | 3:15:21     |
| 22.10.2006 | Thomas Kunze         | 2:40:43     | Dorothe Wolf            | 3:15:44     |
| 23.10.2005 | Chris Toepfer (USA)  | 2:40:35     | Angelika Hummel         | 3:03:37     |
| 24.10.2004 | Steffen Blockus      | 2:46:19     | Annett Bahlcke          | 3:22:46     |

### Entwicklung der Finisherzahlen
Läufer, die das Ziel erreichten. Hervorgehoben: Rekordzahlen
| Jahr | Marathon | Halbmarathon |
| ---- | -------- | ------------ |
| 2019 | 255      | 1018         |
| 2018 | 298      | 1094         |
| 2017 | 277      | 1212         |
| 2016 | 337      | 1266         |
| 2015 | 302      | 1230         |
| 2014 | 389      | 1411         |
| 2013 | 453      | 1353         |
| 2012 | 435      | 1439         |
| 2011 | 495      | 1508         |
| 2010 | 546      | 1653         |
| 2009 | 512      | 1618         |
| 2008 | 571      | 1760         |
| 2007 | 568      | 1382         |
| 2006 | 588      | 1228         |
| 2005 | 590      | 1097         |
| 2004 | 431      | 641          |